# Homotoma chlamydodora
Homotoma chlamydodora är en insektsart som beskrevs av Jennifer L. Hollis och Broomfield 1989. Homotoma chlamydodora ingår i släktet Homotoma och familjen Homotomidae. Inga underarter finns listade i Catalogue of Life.